# Rasbora rubrodorsalis
Rasbora rubrodorsalis är en fiskart som beskrevs av Donoso-büchner och Schmidt, 1997. Rasbora rubrodorsalis ingår i släktet Rasbora och familjen karpfiskar. IUCN kategoriserar arten globalt som livskraftig. Inga underarter finns listade i Catalogue of Life.